# 120 هـ
120 هـ هي سنة في التقويم الهجري امتدت مقابلةً في التقويم الميلادي بين سنتي 738 و738.

## مواليد
- حماد بن أسامة
- يحيى القطان
- أبو عبد الله المدني
- عبيد الله بن أبان بن معاوية
- أبو عبد الرحمن المقرئ
- أبو نعيم البلخي
- عبد الله بن يزيد المقريء
- عبيد الله بن موسى
- قالون
- محمد بن يوسف الفريابي

## وفيات
- هلال بن أحوز من القادة الشجعان المشهورين في الدولة الأموية.
- عائشة بنت موسى زوجة الخليفة الأموي عبد الملك بن مروان.
- أبو بكر بن محمد بن عمرو بن حزم
- ابن كثير المكي
- عباس بن سهل
- علقمة بن مرثد
- قيس بن مسلم
- الجارود بن أبي سبرة الهذلي